# Jan Duker
Jan Duker (Nijeveen, 2 januari 1898 – Sexbierum, 3 juli 1983) was een Nederlands politicus van de ARP.
Hij werd geboren als zoon van Hendrik Duker (1859-1948; bakker) en Jacoba Woltman (1868-1914). In 1914 ging hij werken bij de gemeentesecretarie van de Wijk en drie jaar later maakte hij de overstap naar de gemeente Avereest. Hij werd in de zomer van 1921 aangesteld als eerste ambtenaar en hoofdcommies bij de gemeente Barradeel. Midden 1931 volgde hij daar W. Elgersma op als gemeentesecretaris. In januari 1946 werd Duker de burgemeester van Barradeel en vanaf 1957 was hij daarnaast lid van de Provinciale Staten van Friesland. Duker ging in februari 1963 met pensioen en in 1983 overleed hij op 85-jarige leeftijd.